# Topo Espíndola
Mauricio "Topo" Espíndola (La Plata, 29 de noviembre de 1975) es un baterista y productor argentino. Es principalmente conocido por su participación en la banda del ex guitarrista del mítico grupo Patricio Rey y sus Redonditos de Ricota, Skay Beilinson, llamada "Skay y Los Fakires", a la cual ingresó en el año 2005. Paralelamente, participo en varios proyectos personales (Impulso, Cráter, Cenote, Voltage).

## Discografía
- Junto a Skay Beilinson
  - La marca de Caín (2007)
  - ¿Dónde vas? (2010)
  - La luna hueca (2013)
  - El Engranaje de Cristal (2016)
- Junto a Cenote
  - Parte del Silencio (2015)
- Junto a Voltage
  - Efecto Placebo (2024)
- Junto a Antonio Birabent
  - Buenos Aires (2003)
  - Tiempo y Espacio (2004)
- Junto a La Saga de Sayweke
  - Antes (1998)
  - Oropel  (1999)
  - Tabú (2000)